# Tour d'Aegean
Le Tour d'Aegean est une course cycliste par étapes disputée au mois d'octobre en Turquie. La course fait partie du calendrier de l'UCI Europe Tour en catégorie 2.2. 

## Palmarès
| Année | Vainqueur   | Deuxième       | Troisième  |
| ----- | ----------- | -------------- | ---------- |
| 2015  | Ahmet Örken | Feritcan Şamlı | Rasim Reis |